# Priory Green
Priory Green är en by (hamlet) i Edwardstone, Babergh, Suffolk, östra England. Den har 5 kulturmärkta byggnader, inklusive Barn to the North of Lynn's Hall, Lynn's Hall, Priory Cottage, Priory Green Cottage och Priory Farmhouse.